# 高橋倫佑
高橋 倫佑(たかはし のりすけ)は、デザイナー。主にWEB、ロゴ、キャラクター、チラシ、フライヤーなどをデザイン。

## 来歴
群馬県利根郡で出生。千葉県千葉市出身。
2009年にクリエイターチーム「Hope Light Cafe」を立ち上げる。